# Edwin Mackinnon Liébert
Edwin Mackinnon Liébert (né le 13 mars 1858 à Manchester (G.-B.), mort le 5 septembre 1908 à Plévenon en Bretagne (France) est un artiste peintre anglo-allemand, qui a vécu à Paris (Montmartre) et à Düsseldorf (Allemagne) où il était membre de l’association artistique « Malkasten » (boîte à couleurs). 
Mais, c’est surtout au « Pays de Fréhel » en Bretagne qu’il a laissé des traces.

## Biographie
Edwin Charles Mackinnon Liébert est le fils d’un négociant international de toiles, Siegfried Adolph Liébert de Manchester et de son épouse Caroline, née Büschler, tous deux originaires d’Allemagne. Il est le 2e enfant d’une fratrie de six (Alfred, Edith, Ellen, Johanna et Frieda). Son second prénom « Mackinnon » est dû à l’amitié qui a lié ses parents avec Sir William Mackinnon, l’un des plus grands armateurs britanniques de l’époque. Après le décès prématuré de son père (1868), sa mère décide de retourner en Allemagne et de s’installer à Bonn où elle acquiert une prestigieuse villa sur les bords du Rhin « Vinea domini ». Edwin passe donc une grande partie de sa jeunesse à Bonn.
Entre 1878 et 1881, il fait des études de mécanique à l’École supérieure polytechnique d’Aix-la-Chapelle. Le 15 octobre 1884, il s’inscrit à l’Académie des Beaux-Arts de Munich, le même jour que le peintre allemand Max Slévogt.
En 1889, Liébert part pour Paris (Montmartre) où il rejoint l’atelier du peintre réputé Fernand Piestre dit Cormon. Grâce à Cormon, il expose deux fois des natures mortes au « Salon de Paris » (1891 et 1896). Parmi les peintres, qui fréquentent l’atelier Cormon, se trouve Henri de Toulouse-Lautrec. 
À Paris, Liébert entre en contact avec un groupe de peintres américains venus comme lui en France pour perfectionner leur art. Avec eux, il participe à la première  Exposition internationale d’art de Berlin (1891) et y obtient une « mention honorable ». Depuis, plusieurs auteurs de dictionnaire (Bénézit, Thieme-Becker, Bötticher) le considèrent comme américain et comme peintre de genre et de natures mortes.
En 1896, Liébert s’installe comme « artiste peintre » à Düsseldorf. Il devient membre de l’association artistique « Malkasten » et participe à des expositions internationales telles que celles de « Liverpool Autumn Exhibition held at the Walker Gallery » (1899), l’Exposition Internationale d’Art de Düsseldorf (1904) ou l’exposition de mars à Wuppertal-Elberfeld (1906). 
Tout en résidant à Düsseldorf, il voyage beaucoup. À plusieurs reprises, il passe l’été au Vieux-Bourg de Pléhérel, un petit village sur la côte nord de la Bretagne. En 1901, il y acquiert une maison de pêcheurs.
Mais, c’est dans la commune voisine de Plévenon, qu’il  réalisera à partir de 1902 le rêve de sa vie : la construction d’une grande villa avec vue sur mer et entourée d’un grand jardin, nommée « Château des Tertres ». 

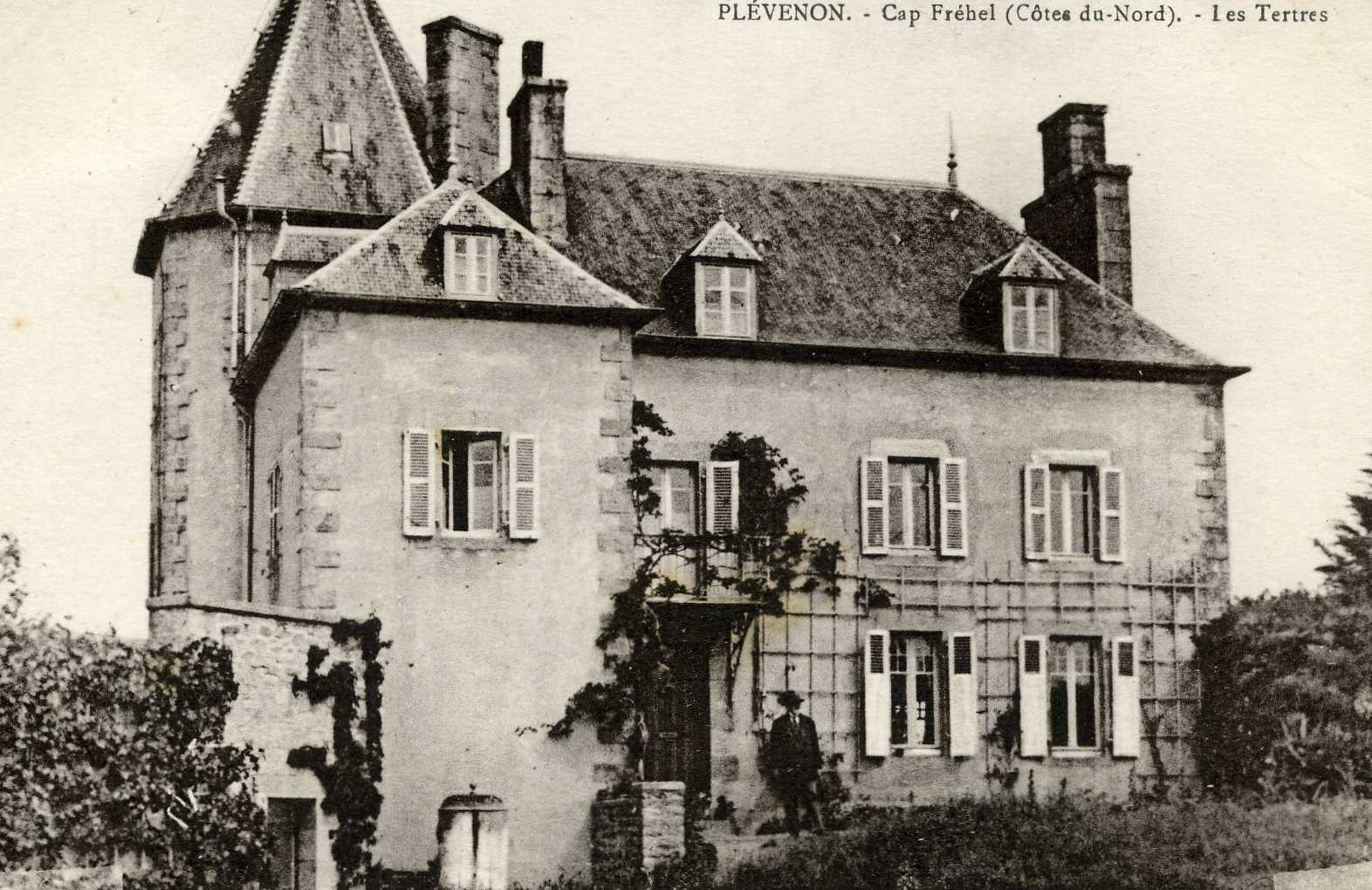
Château des Tertres

Avec son aménagement au « Château des Tertres » en 1905 commence pour Liébert une phase de grande productivité artistique. Ses peintures montrent des couleurs plus claires, plus vives. Il diversifie le choix de ses sujets et, sous l’influence des artistes français contemporains, il développe  son propre style. En plus de la peinture, il s’occupe de travaux artisanaux, par exemple : la mise en place de mains de fer sur un rocher pour mieux accéder à l’endroit et y pratiquer la pêche, et même de projets très techniques.   
Le 5 septembre 1908, Liébert meurt à Plévenon à la suite d'une courte maladie. Avant sa mort, il décide de faire une donation importante aux pauvres de la commune de Plévenon. Sa dépouille est transportée en Allemagne et enterrée à Bonn-Poppelsdorf. Sa famille et l’association « Malkasten » publient des faire-part. Ses deux maisons au « Pays de Fréhel » seront vendues par ses héritiers en 1911 et 1913.

## Mémoire posthume
Le peintre Edwin Mackinnon Liébert n’est aujourd’hui connu que par un petit cercle d’amateurs. La plupart de ses tableaux ont disparu et ne se laissent identifier que grâce à divers catalogues d’exposition. Les quelques  tableaux, esquisses, objets et affaires personnelles, qui existent toujours, se trouvent au « Pays de Fréhel » chez des particuliers. 
La population locale a gardé tout au long du siècle dernier un souvenir très vivant de cet artiste peintre énigmatique et a laissé se développer un grand nombre de légendes et de rumeurs. Était-il un espion ?
En 2004, un petit groupe franco-allemand d’amis s’est formé pour étudier et faire connaître la vie et l’œuvre d’Edwin Mackinnon Liébert. À l’occasion du 150e anniversaire de sa naissance et du centenaire de son décès en 2008, les résultats de ces recherches ont été présentés au public sous forme d’une publication et de plusieurs conférences et présentations en France et en Allemagne.

## Galerie

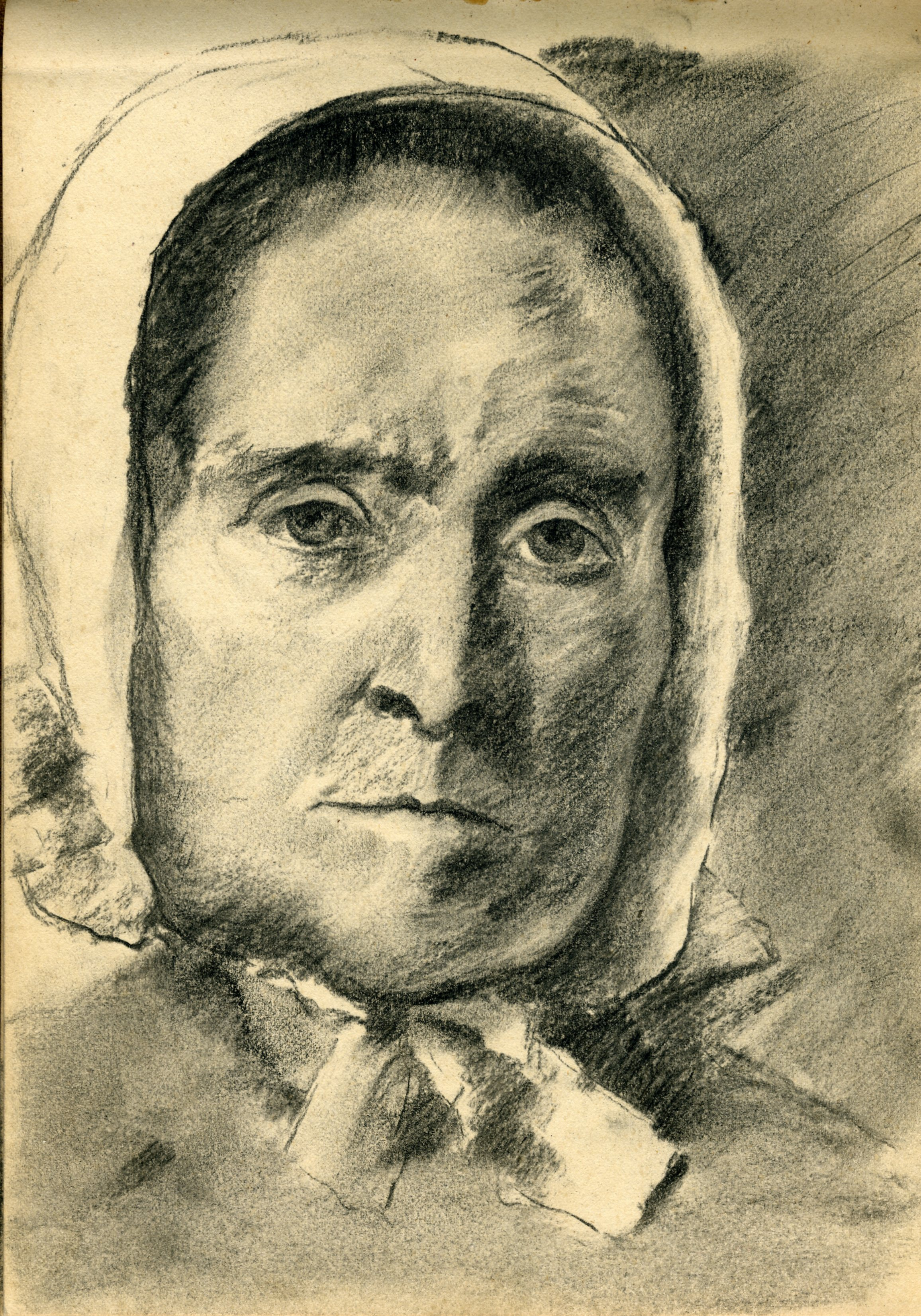
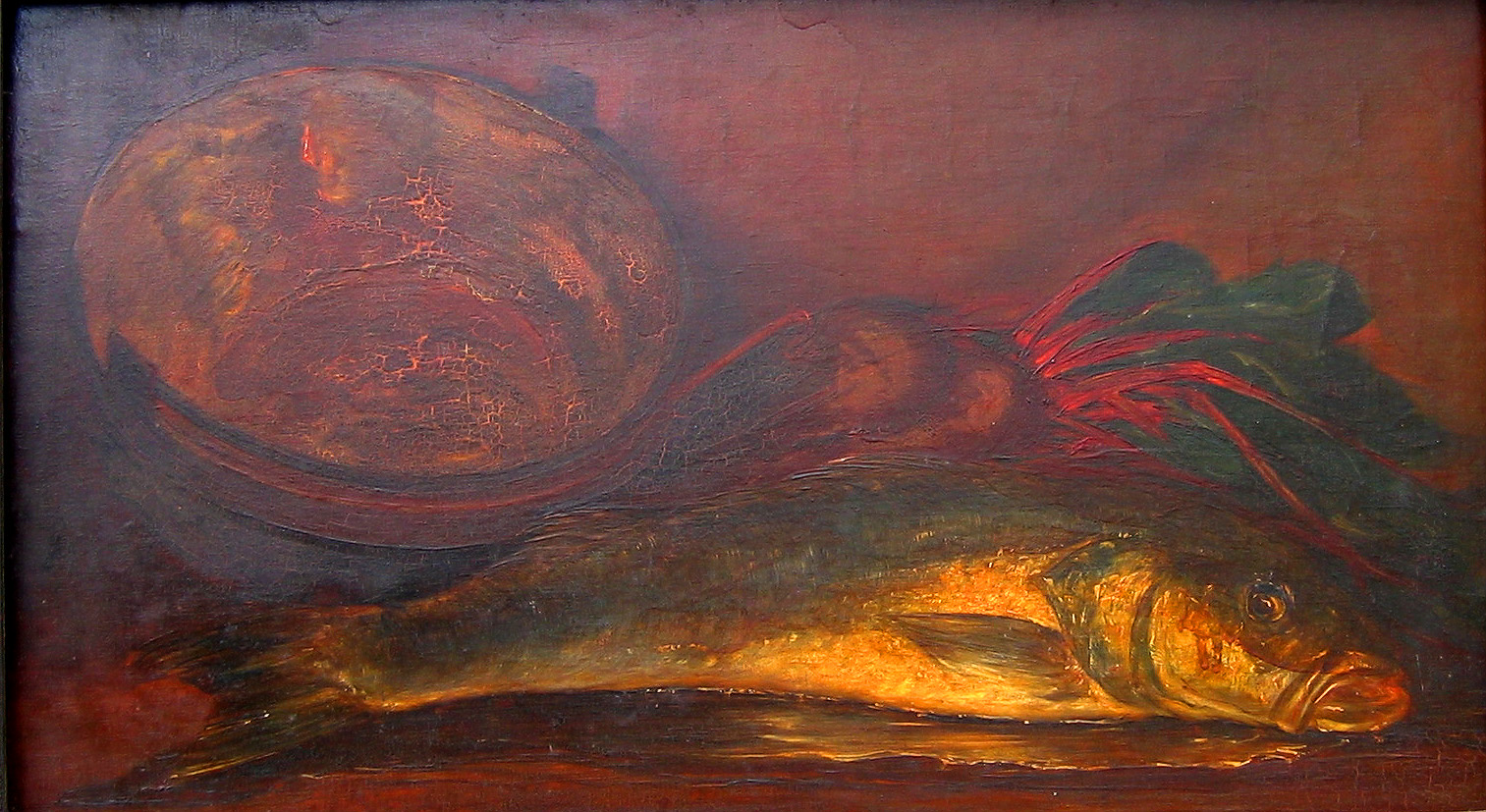
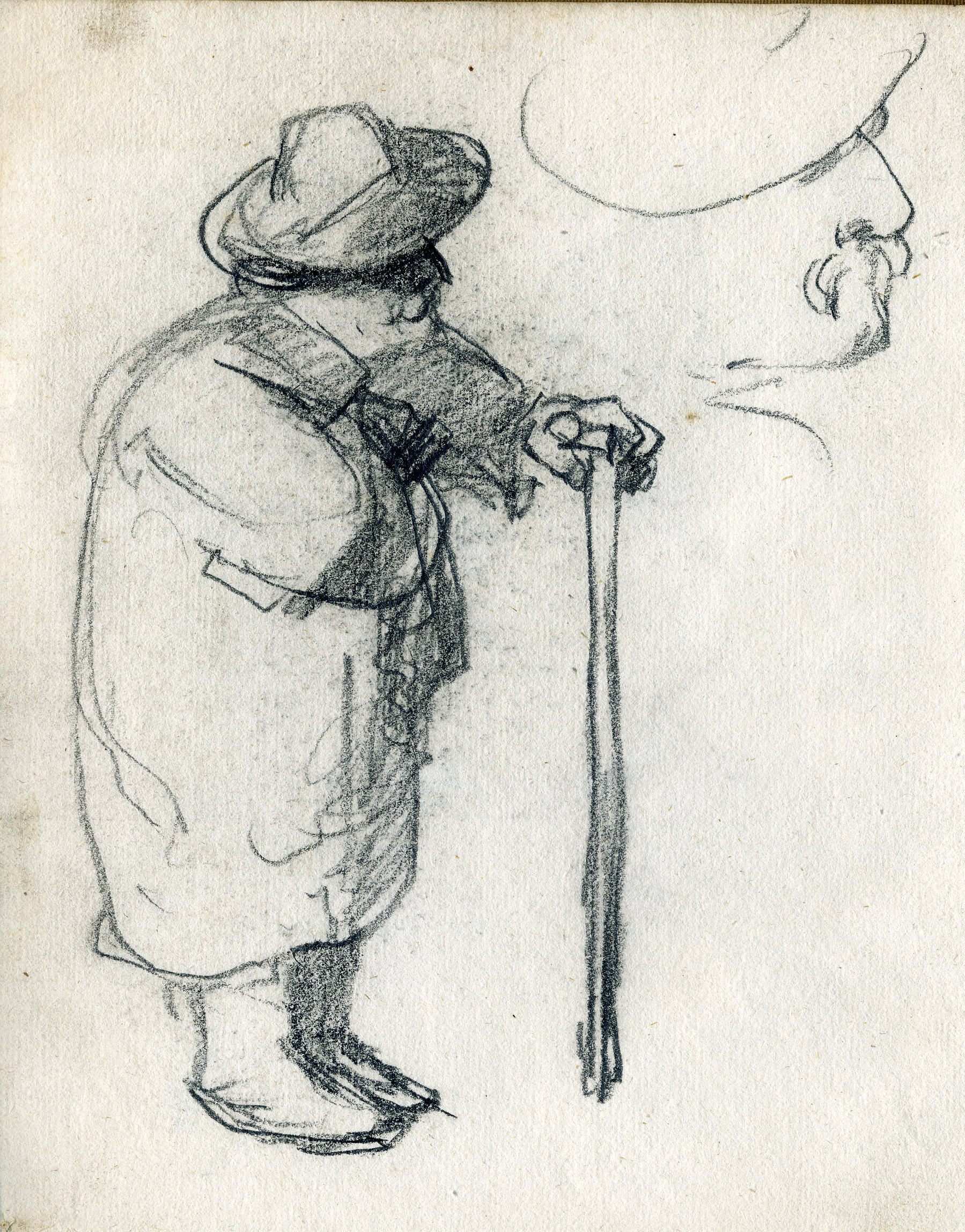
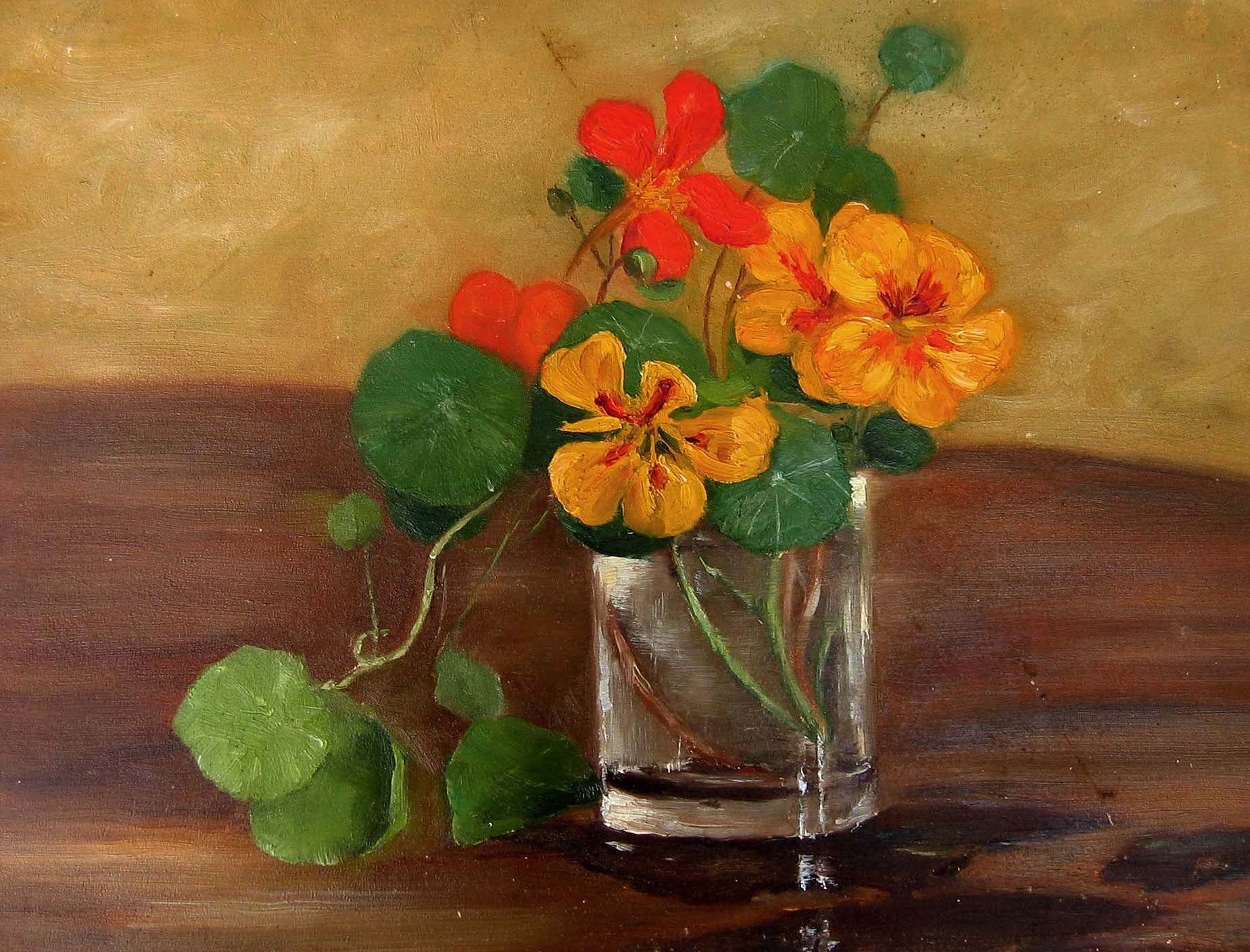
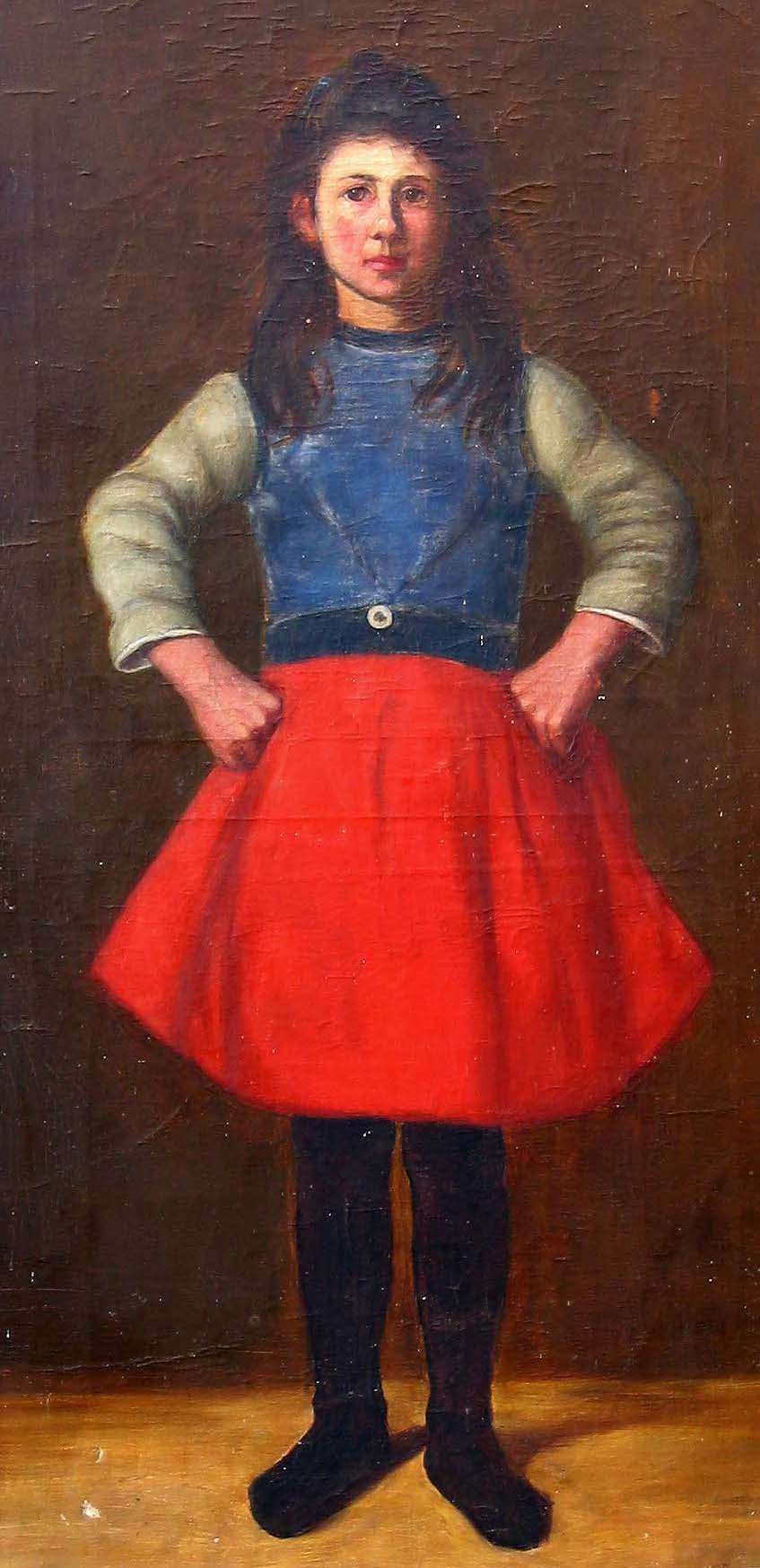
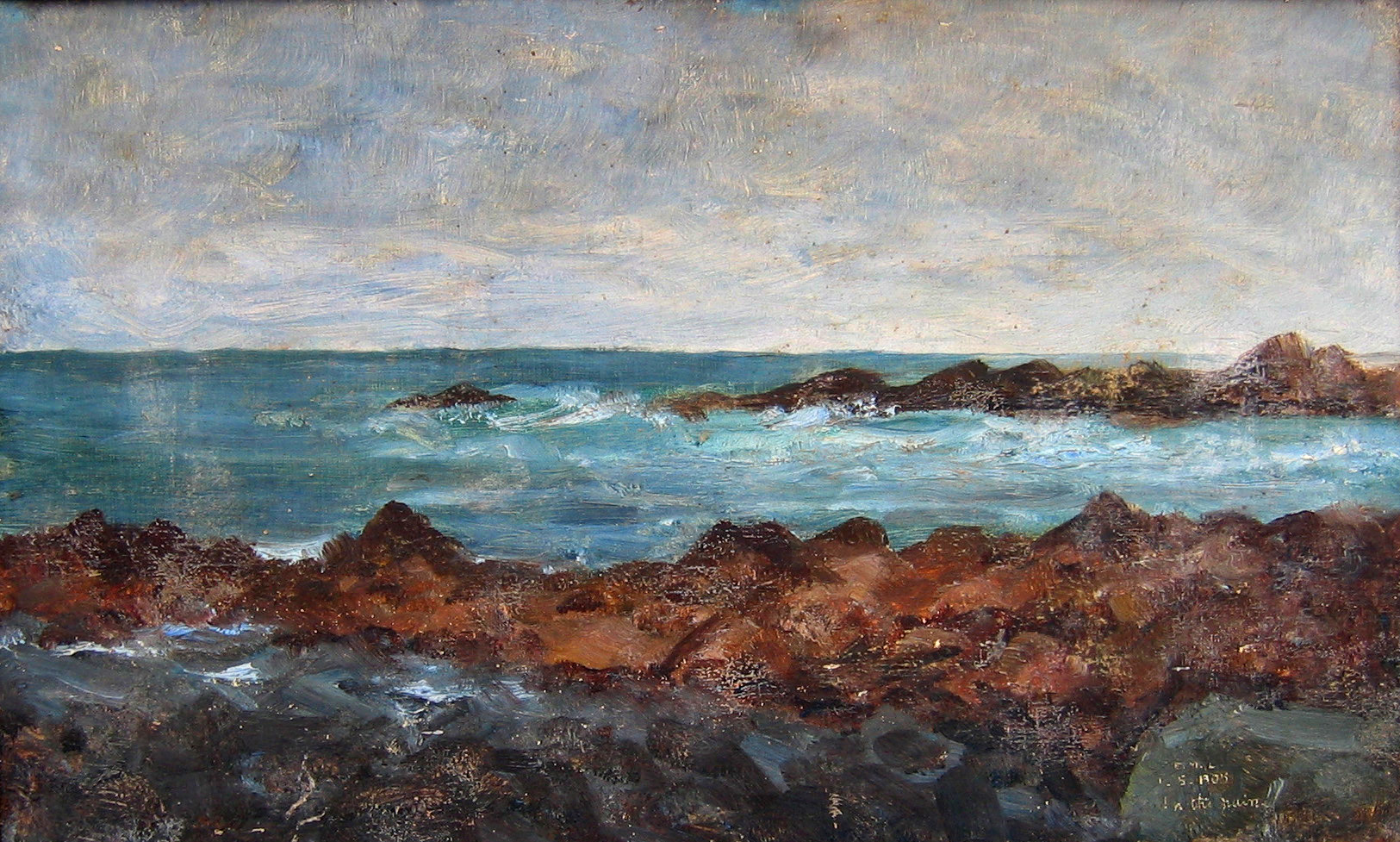
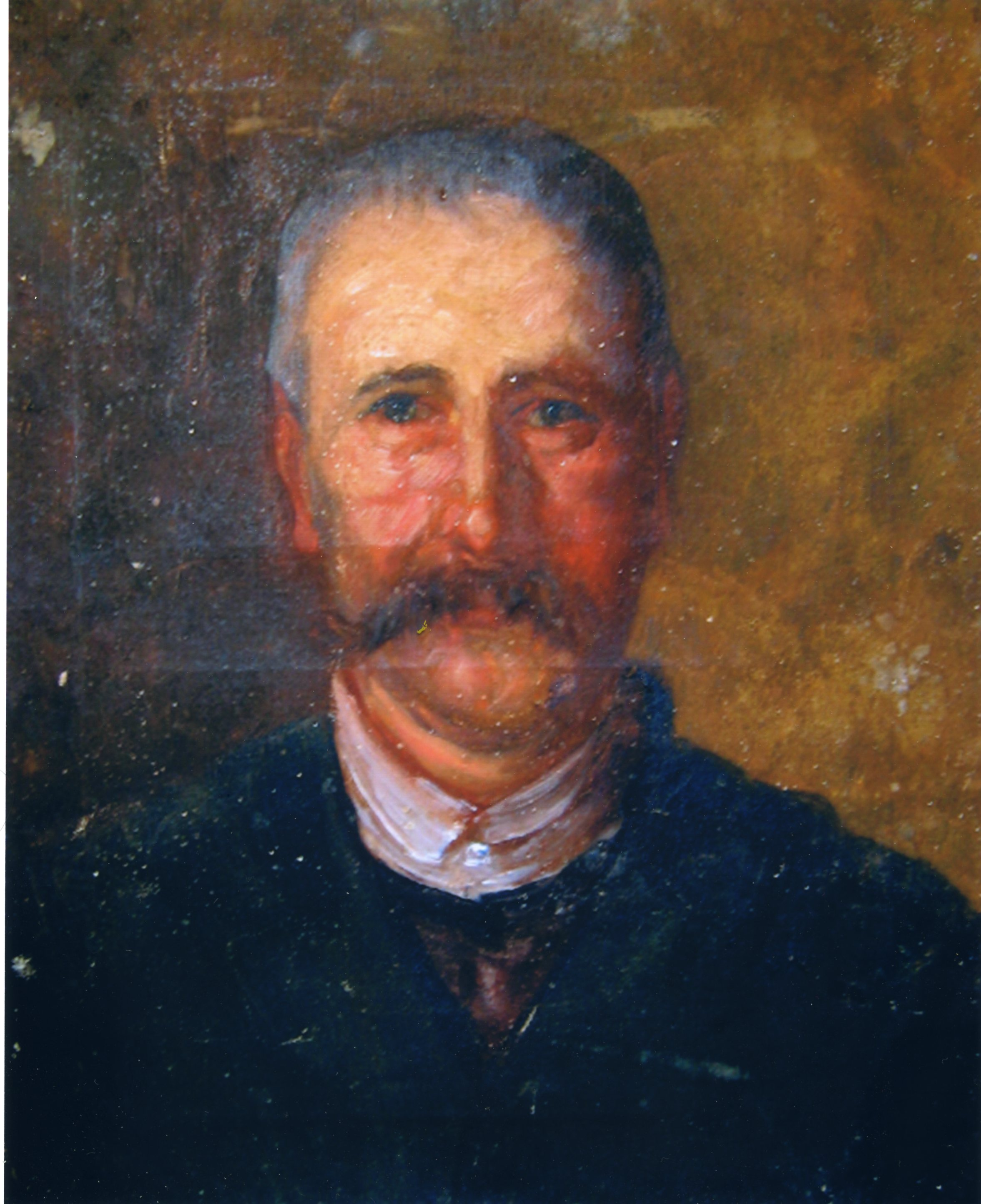